# Giovanni di Ottonello
Giovanni di Ottonello (Bologna, ... – ...; fl. 1375-1398) è stato un pittore italiano del periodo gotico.

## Biografia
Poco si sa della sua vita. Dipinse un grande affresco della Madonna con Bambino tra angeli e musicanti per i portici della chiesa di San Giacomo Maggiore a Bologna, ora esposto nella Pinacoteca Nazionale di Bologna.